# Iheddadén
Iheddadén (en árabe: إحدادن‎, en lenguas bereberes: ⵉⵃⴷⴷⴰⴷⵏ, en francés: Ihaddaden) es un municipio marroquí en la región Oriental. Desde 1912 hasta 1956 perteneció a la zona norte del Protectorado español de Marruecos.